# Lijst van voetbalinterlands Algerije - België
Deze lijst van voetbalinterlands is een overzicht van alle officiële voetbalwedstrijden tussen de nationale teams van Algerije en België.  De landen hebben tot op heden drie keer tegen elkaar gespeeld. De eerste wedstrijd, een vriendschappelijke ontmoeting, werd gespeeld in Brussel op 14 mei 2002. De laatste confrontatie, een groepswedstrijd tijdens het Wereldkampioenschap voetbal 2014, vond plaats op 17 juni 2014 in Belo Horizonte (Brazilië).

## Wedstrijden
| № | Plaats         | Datum            | Competitie        | Wedstrijd         | Uitslag |
| - | -------------- | ---------------- | ----------------- | ----------------- | ------- |
| 1 | Brussel        | 14 mei 2002      | Vriendschappelijk | België − Algerije | 0 − 0   |
| 2 | Annaba         | 12 februari 2003 | Vriendschappelijk | Algerije − België | 1 − 3   |
| 3 | Belo Horizonte | 17 juni 2014     | WK 2014           | België − Algerije | 2 − 1   |

## Samenvatting
| Competitie        | Totaal gespeeld | Winst Algerije | Gelijk | Winst België | Doelsaldo Algerije – België |
| ----------------- | --------------- | -------------- | ------ | ------------ | --------------------------- |
| WK-eindronde      | 1               | 0              | 0      | 1            | 1 − 2                       |
| Vriendschappelijk | 2               | 0              | 1      | 1            | 1 − 3                       |
| Totaal            | 3               | 0              | 1      | 2            | 2 – 5                       |

Wedstrijden bepaald door strafschoppen worden, in lijn met de FIFA, als een gelijkspel gerekend.

## Details

### Eerste ontmoeting
| Vriendschappelijk (Brussel, België, 14 mei 2002): |              | |
| België | 0 – 0        | Algerije |
| | goals        | |
| Robert Waseige | bondscoach   | Rabah Madjer |
| Geert De Vlieger Eric Deflandre 46' Glen De Boeck Eric Van Meir 46' Peter Van der Heyden Timmy Simons 46' Johan Walem 46' Marc Wilmots 46' Bart Goor 60' Mbo Mpenza Wesley Sonck 46' | opstellingen | Lounes Gaouaoui 65' Rafik Mezriche Brahim Zafour Salim Aribi Noureddine Drioueche Moulay Haddou Mohamed Belgherbi 74' Yazid Mansouri Nasseredine Kraouche 78' Rafik Saïfi Nassim Akrour |
| Jacky Peeters 46' Daniel Van Buyten 46' Yves Vanderhaeghe 46' Sven Vermant 46' Branko Strupar 46' 90' Gaëtan Englebert 46' Danny Boffin 60' Bernd Thijs 90'                          | wissels      | 65' Redouane Akniouène 74' Karim Ghazi 78' Yacine Bezzaz |
| Johan Walem 20' Peter Van der Heyden 35' | gele kaarten | ??' Brahim Zafour ??' Yazid Mansouri |

### Tweede ontmoeting
| Vriendschappelijk (Annaba, Algerije, 12 februari 2003): |              | |
| Algerije | 1 – 3        | België |
| Djamel Belmadi 90' | goals        | 2' Émile Mpenza 7' Wesley Sonck 57' Émile Mpenza |
| Georges Leekens | bondscoach   | Aimé Anthuenis |
| Lounes Gaouaoui Mounir Zeghdoud Karim Ghazi 46' Noureddine Driouèche Salim Aribi Abderaouf Zarabi Djamel Belmadi Yazid Mansouri Nasreddine Kraouche 62' Abdelmalek Cherrad Rafik Saïfi 46' | opstellingen | 46' Geert De Vlieger Olivier De Cock 46' Daniel Van Buyten Timmy Simons Peter Van der Heyden Gaëtan Englebert Yves Vanderhaeghe 82' Thomas Buffel 86' Bart Goor 54' Wesley Sonck 80' Émile Mpenza |
| Farouk Belkaïd 46' Karim Ziani 46' Nassim Akrour 62' | wissels      | 46' Frédéric Herpoel 46' Bernd Thijs 54' Mbo Mpenza 80' Cédric Roussel 82' Sandy Martens 86' Tom Soetaers                                                                                         |
| Karim Ghazi 21' Nasreddine Kraouche 51' Nassim Akrour 67' | gele kaarten | 34' Yves Vanderhaeghe |

### Derde ontmoeting
| WK 2014 (Belo Horizonte, Brazilië, 17 juni 2014): |              | |
| België | 2 – 1        | Algerije |
| Marouane Fellaini 70' Dries Mertens 80' | goals        | 25' (pen.) Sofiane Feghouli |
| Marc Wilmots | bondscoach   | Vahid Halilhodžić |
| Thibaut Courtois Toby Alderweireld Vincent Kompany Jan Vertonghen Daniel Van Buyten Axel Witsel Kevin De Bruyne Eden Hazard Mousa Dembélé 65' Nacer Chadli 46' Romelu Lukaku 58' | opstellingen | Raïs M'Bolhi Madjid Bougherra Faouzi Ghoulam Rafik Halliche Mehdi Mostefa Sofiane Feghouli 84' Carl Medjani Nabil Bentaleb Saphir Taïder 71' Riyad Mahrez 66' El Arbi Hillel Soudani |
| Dries Mertens 46' Divock Origi 58' Marouane Fellaini 65' | wissels      | 66' Islam Slimani 71' Medhi Lacen 84' Nabil Ghilas |
| Jan Vertonghen 24' | gele kaarten | 34' Nabil Bentaleb |

FAF · A-internationals · Bondscoaches · Statistieken · Selecties · Algerijns vrouwenelftal · Olympisch elftal · Algerije U21 · Algerije U20 · Algerije U19 · Algerije U18 · Algerije U17
1957 – 1969 · 
1970 – 1979 · 
1980 – 1989 · 
1990 – 1999 · 
2000 – 2009 · 
2010 – 2019 ·
2020 − 2029
WK 1982 · 
WK 1986 · 
WK 2010 · 
WK 2014
OS 1980 · 
OS 2016
1957 · 
1958 · 
1959 ·
1960 · 
1961 · 
1962 · 
1963 · 
1964 · 
1965 · 
1966 · 
1967 · 
1968 · 
1969 ·
1970 · 
1971 · 
1972 · 
1973 · 
1974 · 
1975 · 
1976 · 
1977 · 
1978 · 
1979 ·
1980 · 
1981 · 
1982 · 
1983 · 
1984 · 
1985 · 
1986 · 
1987 · 
1988 · 
1989 · 
1990 · 
1991 · 
1992 · 
1993 · 
1994 · 
1995 · 
1996 · 
1997 · 
1998 · 
1999 · 
2000 · 
2001 · 
2002 · 
2003 · 
2004 · 
2005 · 
2006 · 
2007 · 
2008 · 
2009 · 
2010 · 
2011 ·
2012 ·
2013 ·
2014 ·
2015 ·
2016 ·
2017 ·
2018 ·
2019 ·
2020 ·
2021 ·
2022 ·
2023 ·
2024
Albanië ·
Angola ·
Argentinië ·
Armenië ·
Bahrein ·
Bangladesh ·
België ·
Benin ·
Bolivia ·
Bosnië en Herzegovina ·
Botswana ·
Brazilië ·
Bulgarije ·
Burkina Faso ·
Burundi ·
Centraal-Afrikaanse Republiek ·
Chili ·
China ·
Colombia ·
Congo-Brazzaville ·
Congo-Kinshasa ·
Cuba ·
Denemarken ·
Djibouti ·
DDR ·
Duitsland ·
Egypte ·
Engeland ·
Equatoriaal-Guinea ·
Ethiopië ·
Finland ·
Frankrijk ·
Gabon ·
Gambia ·
Ghana ·
Guinee ·
Guinee-Bissau ·
Hongarije ·
Ierland ·
Irak ·
Iran ·
Italië ·
Ivoorkust ·
Joegoslavië ·
Jordanië ·
Kaapverdië ·
Kameroen ·
Kenia ·
Koeweit ·
Lesotho ·
Libanon ·
Liberia ·
Libië ·
Luxemburg ·
Madagaskar ·
Malawi ·
Maleisië ·
Mali ·
Malta ·
Marokko ·
Mauritanië ·
Mexico ·
Mozambique ·
Namibië ·
Nepal ·
Niger ·
Nigeria ·
Noord-Ierland ·
Oeganda ·
Oman ·
Oostenrijk ·
Peru ·
Polen ·
Portugal ·
Qatar ·
Roemenië ·
Rusland ·
Rwanda ·
Saoedi-Arabië ·
Senegal ·
Servië ·
Seychellen ·
Sierra Leone ·
Slovenië ·
Slowakije ·
Soedan ·
Somalië ·
Sovjet-Unie ·
Spanje ·
Syrië ·
Tanzania ·
Togo ·
Tsjaad ·
Tunesië ·
Turkije ·
Uruguay ·
Verenigde Arabische Emiraten ·
Verenigde Staten ·
Zambia ·
Zimbabwe ·
Zuid-Afrika ·
Zuid-Jemen ·
Zuid-Korea ·
Zweden ·
Zwitserland
België (2014) · 
Chili (1982) · 
Duitsland (2014) · 
Engeland (2010) · 
Oostenrijk (1982) ·
Rusland (2014) ·
Senegal (2019, 2) ·
Slovenië (2010) · 
Verenigde Staten (2010) ·
West-Duitsland (1982) · 
Zuid-Korea (2014)
KBVB · A-internationals · Selecties · Statistieken · Bondscoaches · Belgisch vrouwenelftal · Olympisch elftal · België U21 · België U20 · België U19 · België U18 · België U17 · België U16 · Vrouwen U19 · Vrouwen U17
Albanië ·
Algerije ·
Andorra ·
Argentinië ·
Armenië ·
Australië ·
Azerbeidzjan ·
Bosnië en Herzegovina · 
Brazilië ·
Bulgarije ·
Burkina Faso ·
Canada ·
Chili ·
Colombia ·
Costa Rica ·
Cyprus ·
DDR ·
Denemarken ·
Duitsland ·
Egypte ·
El Salvador ·
Engeland ·
Estland ·
Faeröer ·
Finland ·
Frankrijk ·
Gabon ·
Gibraltar ·
Griekenland ·
Hongarije ·
Ierland ·
IJsland ·
Irak ·
Israël ·
Italië ·
Ivoorkust ·
Japan ·
Joegoslavië ·
Kazachstan ·
Kroatië · 
Letland ·
Litouwen ·
Luxemburg ·
Malta ·
Marokko ·
Mexico ·
Montenegro · 
Nederland ·
Noord-Ierland ·
Noord-Macedonië ·
Noorwegen ·
Oekraïne ·
Oostenrijk ·
Panama · 
Paraguay ·
Peru ·
Polen ·
Portugal ·
Qatar ·
Roemenië ·
Rusland ·
San Marino ·
Saoedi-Arabië ·
Schotland ·
Servië ·
Servië en Montenegro ·
Slovenië ·
Slowakije ·
Sovjet-Unie ·
Spanje ·
Tsjechië ·
Tsjecho-Slowakije ·
Tunesië · 
Turkije · 
Uruguay · 
Verenigde Staten · 
Wales · 
Wit-Rusland ·
Zambia · 
Zuid-Korea · 
Zweden · 
Zwitserland
Algerije (2014) ·
Argentinië (2014) · 
Brazilië (2018) · 
Canada (2022) · 
Denemarken (2021) · 
Engeland (2018, 1) · 
Engeland (2018, 2) · 
Finland (2021) · 
Frankrijk (1904) ·
Frankrijk (2018) · 
Ierland (2016) · 
Italië (2016) · 
Italië (2021) · 
Japan (2018) · 
Kroatië (2022) · 
Marokko (2022) · 
Nederland (1985) · 
Panama (2018) ·
Polen (1982) · 
Portugal (2021) · 
Rusland (2014) · 
Rusland (2021) · 
Sovjet-Unie (1982) · 
Tunesië (2018) · 
Verenigde Staten (2014) ·
West-Duitsland (1980) · 
Zuid-Korea (2014)